# Skäggsvin
Skäggsvin (Sus barbatus) är en art i familjen svindjur som förekommer i Sydostasien.

## Kännetecken
I jämförelse med andra svindjur är skäggsvinet smärt med tunna extremiteter och långsträckt huvud. Arten fick sitt namn efter de gulaktigt vita håren på trynets ovansida. De har två par vårtor i ansiktet men det främre paret täcks mestadels av skägget. Ögonen är små och öronen jämförelsevis långa. Den tunna pälsen är grå eller brunaktig. Dessutom är deras tofs vid svansspetsen delad i två segment. Skäggsvin har en kroppslängd på mellan 100 och 165 cm, en mankhöjd på mellan 72 och 85 cm och en vikt på upp till 150 kg.

## Utbredning och habitat
Skäggsvin lever i Sydostasien. Deras utbredningsområde ligger på södra Malackahalvön, Sumatra, Borneo och flera öar i samma region. Populationen på Palawan och andra filippinska öar betraktas idag som egen art, Sus ahoenobarbus. Habitatet utgörs av regnskog, mangrove och andra områden med träd.

## Levnadssätt
Skäggsvin är vanligtvis aktiva på dagen och lever i grupper. En särskild skillnad jämfört med andra svindjur är att de utför vandringar där flera grupper är sammanslutna till stora hjordar. Under dessa vandringar, som beror på ändringar i tillgången på föda och som kan vara över flera hundra kilometer långa, blir skäggsvin nattaktiva. De använder huvudsakligen de stigar som de har skapat vid tidigare vandringar.
Skäggsvin är allätare och livnär sig av bland annat frukter, rötter, maskar och as. Ofta följer de grupper av gibboner eller markattor för att få tag i frukter som primaterna släpper.

## Fortplantning
Efter dräktigheten som varar i cirka fyra månader föder honan två till åtta ungdjur. Före födelsen bygger honan ett tillhåll där ungarna vistas de första dagarna. Efter ungefär tre månader slutar honan att ge di, men ungdjuren stannar hos henne i cirka ett år. Ungarna är könsmogna efter cirka 18 månader.

## Skäggsvin och människor
I flera regioner av Sydostasien används skäggsvin som mat. Djurens vandringstider och –vägar är kända för områdets befolkning som varje år kan få rikt byte.

## Systematik
Arten skiljs i två underarter, nominatformen Sus barbatus barbatus, som förekommer på Borneo och underarten Sus barbatus oi som lever på Sumatra och Malackahalvön. En annan population som tidigare räknades som tredje underart betraktas idag som självständig art, Sus ahoenobarbus.